# Avallonnais
L'Avallonnais est une région naturelle située dans le département de l'Yonne en région Bourgogne-Franche-Comté et dans le massif du Morvan. Bordé par les plateaux de l’Auxerrois au nord, la Terre-Plaine  à l’est, les contreforts du Morvan au sud et la vallée de l’Yonne à l’ouest, l’Avallonnais assure la transition entre trois départements bourguignons : l’Yonne, la Côte-d'Or et la Nièvre,.
Avallon, ville étape dès ses origines, est le centre économique de cette région et fait partie du Parc naturel régional du Morvan.

## Histoire
Entre les IXe et XIe siècles, l'Avallonnais est une possession du duché de Bourgogne.

## Patrimoine naturel
L'Avallonnais se caractérise par de nombreux sites naturels propices au développement d'activités touristiques en Basse Bourgogne, particulièrement dans la vallée du Cousin, la vallée du Serein et la vallée de la Cure.
Le guide bleu de Bourgogne présente ainsi la vallée du Cousin : « Le long du parcours se succèdent jolis sites et vieux moulins. À proximité d'Avallon se  dressent d'anciennes usines nostalgiques. La rivière, elle, prend parfois des allures de torrent. Pêcheurs, promeneurs, cyclotouristes trouvent là un lieu de prédilection » (p.230). 
À l'est de l'Avallonnais, la vallée du Serein est bordée de bois humides qui furent jadis l'objet d'un curieux commerce : les moussiers venaient y récolter la mousse au creux des vallons calcaires afin de la revendre aux fleuristes qui s'en servaient au fond de leurs pots pour maintenir la fraîcheur de leurs compositions florales.
De Chastellux-sur-Cure à Vermenton en passant par Pierre-Pertuis, Saint-Père et Saint-Moré, la Cure est sans doute la rivière dont le parcours torrentueux se prête le mieux à diverses activités sportives comme le canoë-kayak et la pêche à la mouche. La particularité naturelle  de cette vallée réside dans sa flore : une plante endémique appelée "la Barbe de Saint-Moré" dont les longs poils de la fleur se resserrent selon l'hygrométrie ambiante. Cette variété de graminée doit son nom à une légende locale .

## Patrimoine culturel
Les deux pôles culturels de la région sont Vézelay et Avallon. Mais il faut aussi citer le village médiéval de Montréal et sa collégiale.
L'Avallonnais, par la présence de gisements de silex, se caractérise également par son patrimoine archéologique majeur : ensemble des grottes d'Arcy-sur-Cure et de Saint-Moré, ces dernières étant moins connues mais non dénuées d'intérêt. 
Voici comment H. Marlot expliquait l'origine des recherches archéologiques dans cette région : « Nos premières recherches ou plutôt récoltes d'objets de l'âge de pierres dans l'Avallonnais, remontent à l'année 1866, presque au début de la fondation de la science préhistorique, au moment où les découvertes de M. Boucher de Perthes d'ossements humains avec silex taillés dans les alluvions de la vallée de la Somme, de Édouard Lartet et Henry Christy dans les cavernes du midi de la France, et du marquis de Vibraye dans la caverne d'Arcy-sur-Cure, eurent le plus grand retentissement » (p. 3). C'est notamment à l'occasion du développement de la culture de la vigne, du drainage des champs et des travaux préparatoires à la ligne de chemin de fer Les Laumes-Avallon vers 1874, que les découvertes se multiplièrent. 
L'abbé Parat rédigea en 1897 un guide des grottes d'Arcy et de Saint-Moré dans lequel il présenta le troglodyte qui fut le gardien des grottes de Saint-Moré, une véritable figure locale restée dans les mémoires : « Comment le père Leleu, c'est son nom, est-il venu échouer là, comment fait-il pour vivre ? C'est une histoire qu'il vous contera volontiers avec son langage pittoresque de parisien ; car le troglodyte est d'une vieille souche du quartier Saint-Germain. En deux mots la voici : il y a dix ans on extrayait de l'ocre dans les grottes ; le père Leleu, ouvrier roulant, se présenta et obtint la charge de garder le chantier nuit et jour. Il se choisit donc une grotte, et il s'y trouva si bien que, l'exploitation s'arrêtant bientôt après, il resta dans son nid de corneille et se mit à fouiller les grottes  pour vendre les silex qu'on trouvait dans le remplissage ; il fit aussi les commissions du voisinage, il éleva des chiens et des lapins, il sut mettre enfin tant de cordes à son arc  qu'il ne connut jamais la misère (p. 42). »
Il existe un musée de l'Avallonnais installé au n° 5 rue du collège à Avallon, avec des thématiques archéologiques, des beaux-arts et ethnologique.